# NGC 3011
NGC 3011 је лентикуларна галаксија у сазвежђу Лав која се налази на NGC листи објеката дубоког неба.
Деклинација објекта је + 32° 13' 18" а ректасцензија 9h 49m 41,1s. Привидна величина (магнитуда) објекта NGC 3011 износи 13,6 а фотографска магнитуда 14,6. Налази се на удаљености од 24,1000 милиона парсека од Сунца. NGC 3011 је још познат и под ознакама UGC 5259, MCG 5-23-38, MK 409, KUG 0946+324, CGCG 152-69, NPM1G +32.0219, PGC 28259.